# Джон Гловер
Джон Гловер (англ. John Glover; нар. 7 серпня 1944) — американський актор.

## Життєпис
Джон Гловер народився 7 серпня 1944 року в місті Кінгстон, штат Нью-Йорк, дитинство та юність провів у місті Солсбері, штат Меріленд.
Акторську кар'єру розпочав з участі в університетських виставах, потім більш десяти років виступав у бродвейських мюзиклах.
Дебютував у кіно на початку 1970-х років, але перший успіх прийшов до нього в 1977 році після виходу на екрани стрічки «Джулія».

## Вибіркова фільмографія
| Рік       |    | Українська назва                 | Оригінальна назва              | Роль                        |
| --------- | -- | -------------------------------- | ------------------------------ | --------------------------- |
| 1973      | ф  |                                  | Shamus                         | Джонні                      |
| 1977      | ф  | Енні Голл                        | Annie Hall                     | бойфренд                    |
| 1977      | ф  | Джулія                           | Julia                          | Семмі                       |
| 1981      | ф  | Жінка, що неймовірно зменшується | The Incredible Shrinking Woman | Том Келлер                  |
| 1986      | ф  | Підчеплений по-крупному          | 52 Pick-Up                     | Алан Реймі                  |
| 1986      | с  | Сутінкова зона                   | The Twilight Zone              | інопланетний посол          |
| 1986      | с  | Вона написала вбивство           | Murder, She Wrote              | Франц Мюллер                |
| 1987      | с  | Поліція Маямі                    | Miami Vice                     | Стів Дадді                  |
| 1988      | ф  | Ракета «Гібралтар»               | Rocket Gibraltar               | Роло Роквелл                |
| 1988      | ф  | Нова різдвяна казка              | Scrooged                       | Брюс Каммінґс               |
| 1989      | тф | Відправний пункт                 | Breaking Point                 | доктор Гербер               |
| 1990      | ф  | Гремліни 2                       | Gremlins 2: The New Batch      | Деніел Клемп                |
| 1990      | ф  | Робот-поліцейський 2             | RoboCop 2                      | людина в рекламі Магновольт |
| 1991      | с  | Байки зі склепу                  | Tales from the Crypt           | Себастьян Есбрук            |
| 1992—1994 | мс | Бетмен                           | Batman: The Animated Series    | Едвард Ніґма / Загадник     |
| 1993      | с  | Фрейзер                          | Frasier                        | Нед Міллер                  |
| 1993      | с  | Зоряний шлях: Глибокий космос 9  | Star Trek: Deep Space Nine     | Верад                       |
| 1994      | ф  | У пащі божевілля                 | In the Mouth of Madness        | доктор Саперштейн           |
| 1997      | ф  | Бетмен і Робін                   | Batman & Robin                 | доктор Джейсон Вудроу       |
| 1999      | ф  | Розплата                         | Payback                        | Філ                         |
| 2001—2011 | с  | Таємниці Смолвіля                | Smallville                     | Лайонел Лютор               |
| 2006      | с  | 4исла                            | Numb3rs                        | Семюел Крафт                |
| 2006      | с  | Закон і порядок: Злочинні наміри | Law & Order: Criminal Intent   | доктор Деклан Гейдж         |
| 2008      | с  | Закон і порядок: Злочинні наміри | Law & Order: Criminal Intent   | доктор Деклан Гейдж         |
| 2009      | с  | Герої                            | Heroes                         | Самсон Грей                 |
| 2011—2015 | с  | Гарна дружина                    | The Good Wife                  | Джаред Ендрюс               |
| 2014      | с  | Чорний список                    | The Blacklist                  | доктор Брюс Сандерс         |
| 2014      | с  | Сприйняття                       | The Blacklist                  | Диявол                      |
| 2014      | ф  |                                  | Réalité                        | Зог                         |
| 2015      | с  | Агент Картер                     | Agent Carter                   | інформатор                  |
| 2017      | тф | Зникла дружина Роберта Дерста    | The Lost Wife of Robert Durst  | Сеймур Дерст                |
| 2019      | с  | Хороша боротьба                  | The Good Fight                 | Джаред Ендрюс               |
| 2019      | ф  | Шазам!                           | Shazam!                        | містер Сівана               |
| 2021      | с  | Бійтеся ходячих мерців           | Fear the Walking Dead          | Теодор «Тедді» Меддокс      |
| 2021      | с  | Люцифер                          | Lucifer                        | Пітер Петерсон              |